# Władysław Didenko
Władysław Witalijowycz Didenko, ukr. Владислав Віталійович Діденко (ur. 29 września 1992 w Charkowie) – ukraiński siatkarz, grający na pozycji rozgrywającego, reprezentant Ukrainy. 

## Sukcesy klubowe
Puchar Ukrainy:
- 2017, 2018, 2024[4]

Mistrzostwo Ukrainy:
- 2018, 2022[5]
- 2017, 2021, 2023[6], 2024[7]
- 2025[8]

Puchar Ligi Ukraińskiej:
- 2022[9]

Superpuchar Ukrainy:
- 2023[10]

## Sukcesy reprezentacyjne
Liga Europejska:
- 2021

## Nagrody indywidualne
- 2016: Najlepszy rozgrywający ukraińskiej Superligi w sezonie 2015/2016
- 2016: Najlepszy rozgrywający Pucharu Ukrainy
- 2017: Najlepszy rozgrywający ukraińskiej Superligi w sezonie 2016/2017
- 2017: Najlepszy rozgrywający Pucharu Ukrainy
- 2018: MVP ukraińskiej Superligi w sezonie 2017/2018[11]